# E3 2009
La Electronic Entertainment Expo 2009, comunament conegut com a E3 2009, va ser la 15ª Electronic Entertainment Expo. L'esdeveniment va tenir lloc al Los Angeles Convention Center a Los Angeles, Califòrnia. Va començar el 2 de juny de 2009 i va acabar el 4 de juny de 2009, amb 41.000 assistents totals
Els anuncis de maquinari més importants durant l'espectacle inclouen a Microsoft amb el Project Natal i Sony amb PSP Go i PlayStation Move, mentre que els principals anuncis de programari inclosos Metal Gear Solid: Rising, Halo: Reach, Final Fantasy XIV, New Super Mario Bros. Wii, Super Mario Galaxy 2,

## Història
L'E3 2009 s'ha ampliat en gran manera en termes de grandària dels dos anys anteriors, ja que es va tornar a obrir a tots els informàtics i als video jugadors públics qualificats. El 2007, l'E3 es va reestructurar, va reduir i es va re-anomenar als mitjans E3 Media and Business Summit. La mesura va ser molt criticada pels de dins i fora de la indústria del joc. Els següents 2007 i 2008 E3 Media and Business Summit va atreure a molt pocs assistents, en comparació amb els anys anteriors; a l'E3 2007 va atreure a només 10.000 assistents i a l'E3 2008 va atraure a 50% menys, 5.000 assistents.
L'E3 2009 E3 té com a objectiu de tornar al seu estat "pre-E3 2007 ', obrint de nou a un públic més ampli que permet que més assistents. A més de tenir un lloc més gran i permetre més expositors, l'E3 2009 també va revertir el seu nom a Electronic Entertainment Expo. No obstant això, igual que abans de 2007, l'esdeveniment encara no estava obert al públic en general.

## Distribució de la planta
L'E3 2009 es va dur a terme al Centre de Convencions de Los Angeles amb l'espectacle que ocupa el sud i l'oest, així com passadissos del primer pis.

### Sala Oest
La sala Oest va albergar a Sony Computer Entertainment i Nintendo així com els editors de tercers Activision, Bethesda, Capcom, THQ i Atlus. També albergava el medi de comunicacions Gamespot.

### Sala Est
La sala Sud ocupa un nombre més gran de llocs d'editor, incloent-hi Microsoft, Square Enix, Koei, Ubisoft, Namco Bandai, Warner Bros., Disney, Eidos, MTV Games, EA, Sega i Konami. Aquest va ser també on la majoria de la cobertura dels mitjans de comunicació es va dur a terme, com G4, i en els mitjans de comunicació i bloggers saló.

### Primer pis
El primer pis hi ha sub estands de les editorials a la planta baixa, com Square Enix, Sega, Capcom i Activision. També albergava els principals estands d'altres editorials, com araLucasArts i Majesco.

## Jocs notables mostrats a l'E3 2009
| Xbox 360 - Alan Wake - Crackdown 2 - Banjo-Kazooie: Nuts & Bolts - Forza Motorsport 3 - Halo: Reach - Call of Duty: Modern Warfare 2 (només per a PS3 i PC) - Halo 3: ODST - Left 4 Dead 2 (només per a PC) - Perfect Dark (Xbox Live Arcade) - Shadow Complex (Xbox LIVE Arcade) - Project Natal - Facebook a Xbox LIVE - Twitter a Xbox LIVE - Last.fm a Xbox LIVE | Wii - Metroid: Other M - Monado: Beginning of the World - New Super Mario Bros. Wii - Super Mario Galaxy 2 - Wii Fit Plus - Wii Sports Resort - Wii Vitality Sensor - Zephyr Rise of the Elementals Tornado Outbreak (només en Xbox 360 i PS3) Nintendo DS - Golden Sun DS - The Legend of Zelda: Spirit Tracks - Mario & Luigi: Bowser's Inside Story - Scribblenauts - Kingdom Hearts 358/2 Days PC - Mafia 2 - APB - Star Wars: The Old Republic | PlayStation 3 - Agent - Final Fantasy XIV (només per a PC) - The Last Guardian - ModNation Racers - MAG - Heavy Rain - Assassins Creed 2 (només per a Xbox 360 i PC) - Ratchet & Clank Future: A Crack in Time - White Knight Chronicles - Gran Turismo 5 - God of War III - Uncharted 2: Among Thieves - PlayStation Move - 50 nous PSone Classics PlayStation Portable - PlayStation Portable Go - Gran Turismo Mobile - Metal Gear Solid: Peace Walker - Resident Evil Portable - Jak and Daxter: The Lost Frontier | Capcom - Tatsunoko vs. Capcom: Ultimate All Stars (Wii) Electronic Arts - Crysis 2 (PC, PS3, X360) Konami - Metal Gear Solid: Rising (PC, PS3, X360) - Castlevania: Lords of Shadow (PS3, X360) Loose Cannon Studios - Zephyr rise of the Elementals Tornado Outbreak MTV Games - The Beatles: Rock Band (PS3, Wii, X360) Square Enix - Front Mission Evolved (PC, PS3, X360) - Nier (PS3, X360) - Supreme Commander 2 (PC, X360) THQ - WWE Smackdown vs. Raw 2010 (PC, PS3, X360, DS, PS2, Wii, PSP, Telèfon mòbil) |

## Llista dels expositors notables
| - 2K Games - Activision - Atlus - Bungie Studios - Bethesda - Blizzard - Capcom - Codemasters - Disney | - Eidos - EA - Ignition - Koei - Konami - LucasArts | - Microsoft - MTV Games - Namco Bandai - Nintendo - Paradox - Rockstar - Sega - SNK Playmore | - Sony - Square Enix - Tecmo - THQ - Loose Cannon Studios - Ubisoft - Warner Bros. - Valve |

Atari va ser originalment a causa de exposar en E3 2009 però es va retirar en l'últim moment. Les raons d'aquesta sobtada retirada persisteix, en l'actualitat no està clara.

## Rodes de premsa notables
- Microsoft

Data: 1 de Juny, 2009
Amfitrió: John Schappert
Oradors notables: Hideo Kojima, Paul McCartney, Ringo Starr, Tony Hawk, Yoshinori Kitase, Cliff Bleszinski, Steven Spielberg
Anuncis de maquinari: Project Natal
Microsoft revela el Project Natal, un dispositiu de detecció, de reconeixement i de moviment per a la Xbox 360. Kojima revealed Metal Gear Solid: Rising és el primer joc de Metall Gear Solid per a Xbox 360, encara que el joc també estarà disponible per a PlayStation 3 i PC. The Beatles: Rock Band va ser ofert. Crysis 2 va ser anunciat. Els trailers de Crackdown 2, Tom Clancy's Splinter Cell: Conviction, Dante's Inferno, Mass Effect 2, Left 4 Dead 2, i The Saboteur es van mostrar. Halo: Reach va ser anunciat per Bungie. Turn 10 Studios ha anunciat Forza Motorsport 3, per ser publicat l'octubre de 2009. Facebook i Twitter revelat per aconseguir els seus propis programes en el joc de 360. Modern Warfare 2, Assassin's Creed II, Tom Clancy's Splinter Cell: Conviction, Alan Wake, Halo 3: ODST, Forza Motorsport 3, i Final Fantasy XIII es mostren. A més, un nou joc per a la propera Xbox Live Arcade és Shadow Complex, mostrada per Epic Games i Chair Entertainment.
- Nintendo

Data: 2 de Juny, 2009
Amfitrió: Reggie Fils-Aime, Cammie Dunaway
Oradors notables: Satoru Iwata
Anuncis de maquinari: Wii Vitality Sensor
Nintendo va donar a conèixerNew Super Mario Bros. Wii que suporta fins a 4 jugadors en manera cooperativa. Golden Sun DS va ser anunciat. WarioWare D.I.Y. va ser anunciat per DS. Super Mario Galaxy 2 va ser anunciat per Wii, de manera que la Wii la consola ja que la primera Super Nintendo Entertainment System tenir dos jocs de plataformes de Mario centrals. Wii Fit Plus va ser anunciat. Més jocs per a Wii Sports Resort es va demostrar. Mario & Luigi: Bowser's Inside Story també va ser anunciat per la tardor de 2009. Kingdom Hearts 358/2 Days van ser presentats. Jocs de tercers Resident Evil: The Darkside Chronicles, Dead Space: Extraction, i The Conduit van ser destacats. En una taula rodona privada, Miyamoto va mostrar concepte d'art per The Legend of Zelda: Skyward Sword i espera llançar-ho abans de 2010.
- Sony

Data: 2 de Juny, 2009
Amfitrió: Jack Tretton
Oradors notables: Hideo Kojima, Kazuo Hirai
Anuncis de maquinari: PlayStation Move, PSP Go
Sony va presentar el prototip de PlayStation Move que utilitza el PlayStation Eye per 1: 1 de seguiment. Un nou tràiler de Final Fantasy XIII es mostren. Square Enix ha anunciat Final Fantasy XIV, que es publicarà el 2010. Metal Gear Solid: Peace Walker va ser anunciat. La PSP Go va ser ofert. Noves demostracions de jocs deUncharted 2: Among Thieves i God of War III van ser debutat. Altres jocs que apareixen en Assassin's Creed II, ModNation Racers, Team Ico's The Last Guardian i Gran Turismo 5.

## Bombo Pre-E3 2009
Totes les 3 principals companyies de jocs prometien grans exposicions a l'E3 de 2009.
Nintendo d'Amèrica
Nintendo va anunciar que portaria un E3 molt més gran aparador en l'E3 2009, en comparació amb l'E3 2008.
Una cita de Reggie Fils-Aime: "Nintendo ha estat un assistent de molt temps de E3 i té tot el nostre suport E3 porta una àmplia varietat d'audiències claus en contacte amb productes de moltes companyies, incloent Nintendo. És el lloc on la creativitat és .. a la pantalla, i com un 'avançament' per a tota la indústria que ajuda a generar entusiasme pels jugadors de tot el món ".
Microsoft Corporation

Una cita de Don Mattrick: "Microsoft s'està preparant per a una gran presència en l'E3 que proporcionarà a les persones amb una visió diferents aspectes cap a l'entreteniment a la llar. Estem emocionats per l'impuls que s'està construint en previsió de la nostra sessió informativa 1er mitjans juny, el que hauria d'ajudar a llançar fora E3 ".
Tots dos Capcom i High Voltage Software van afirmar que estarien revelant dos nous jocs cada un al E3 de 2009.
Sony Computer Entertainment Amèrica
SCEA director de màrqueting John Koller va declarar que en termes de programari i la direcció de les plataformes de PlayStation i marca, E3 2009 seria un dels més grans E3 de Sony en els seus 11 anys a l'empresa.
Una cita de Jack Tretton: "Sony Computer Entertainment America està a l'espera d'una altra gran actuació aquest any en l'E3 Expo. L'audiència dels mitjans de comunicació amb seu a Amèrica del Nord i estrangers i socis clau de la indústria fa que l'E3 Expo un lloc ideal nosaltres per desvetllar les últimes notícies de PlayStation i productes al nostre esdeveniment de premsa el 2 de juny."

## Assistència
En l'I3 2009 hi va haver un total de 41.000 assistents, que és només una reducció del 41% dels assistents 70,000 alta des de 2005 i un augment de 820% sobre l'any anterior E3 (de 2008). Aquests assistents procedien de 78 països i productes vistos des 216 expositors diferents.

## Premis
Una majoria de la concessió de la indústria principals mitjans de comunicació del joc de la sèrie. També es donen premis addicionals pertanyents a les categories més específiques basades en la plataforma i el gènere.

### Guanyadors E3 2009 Millors en el programa
- 1UP.com - Uncharted 2: Among Thieves[11]
- Game Critics Awards - Uncharted 2: Among Thieves[12]
- GameSpot - Scribblenauts[13]
- GameSpy - Scribblenauts[14]
- GameTrailers - God of War III[15]
- X-Play - Uncharted 2: Among Thieves[16]

### IGN
| Millor joc d'acció                                                                                        | Millor joc de lluita |
| --- | --- |
| - Alan Wake - Brütal Legend - God of War III - Splinter Cell Conviction - Uncharted 2: Among Thieves      | - Tatsunoko vs. Capcom: Ultimate All-Stars - Dissidia: Final Fantasy - King of Fighters XII - Marvel Vs. Capcom 2 - Tekken 6            |
| Millor joc de Música/Ritme                                                                                | Millor joc de plataformes |
| - DJ Hero - Beatles Rock Band - Def Jam Rapstar - Karaoke Revolution                                      | - LittleBigPlanet (PSP) - Drawn to Life: The Next Chapter - Jak & Daxter: The Lost Frontier - New Super Mario Bros. Wii - 'Splosion Man |
| Millor joc de carreres                                                                                    | Millor joc de Rol |
| - Forza Motorsport 3 - Gran Turismo (PSP) - Dirt 2 - Mod Nation Racers - Need for Speed: Shift            | - Mass Effect 2 - Alpha Protocol - Dragon Age: Origins - Final Fantasy XIII - White Knight Chronicles                                   |
| Millor joc de tirs                                                                                        | Millor joc d'esports |
| - Call of Duty: Modern Warfare 2 - Halo: ODST - Left 4 Dead 2 - Lost Planet 2 - Red Steel 2               | - Fight Night Round 4 - FIFA 10 - Madden NFL 10 - Tiger Woods 10 - Wii Sports Resort                                                    |
| Millor joc d'estratègia                                                                                   | Millor tecnologia de gràfics |
| - Supreme Commander 2 - East India Company - Hearts of Iron 3 - Order of War - R.U.S.E.                   | - Uncharted 2: Among Thieves - Assassin's Creed 2 - Alan Wake - God of War III - Mass Effect 2                                          |
| Millor disseny artístic                                                                                   | Millor presentació no jugables |
| - The Last Guardian - Assassin's Creed 2 - Brütal Legend - Muramasa: The Demon Blade - The Saboteur       | - The Last Guardian - Crackdown 2 - Gran Turismo 5 - Super Mario Galaxy 2                                                               |
| Millor joc de PC                                                                                          | Joc general de Mostra |
| - Star Wars: The Old Republic - Dragon Age: Origins - Left 4 Dead 2 - Mass Effect 2 - Supreme Commander 2 | - Scribblenauts - Alan Wake - Mass Effect 2 - Call of Duty: Modern Warfare 2 - Uncharted 2: Among Thieves                               |